# Gilman (Illinois)
Gilman is een plaats (city) in de Amerikaanse staat Illinois, en valt bestuurlijk gezien onder Iroquois County.

## Demografie
Bij de volkstelling in 2000 werd het aantal inwoners vastgesteld op 1793. In 2006 is het aantal inwoners door het United States Census Bureau geschat op 1778, een daling van 15 (-0,8%).

## Geografie
Volgens het United States Census Bureau beslaat de plaats een oppervlakte van 5,6 km², waarvan 5,5 km² land en 0,1 km² water. Gilman ligt op ongeveer 192 m boven zeeniveau.

## Plaatsen in de nabije omgeving
De onderstaande figuur toont nabijgelegen plaatsen in een straal van 20 km rond Gilman.